# Fußball-Weltmeisterschaft 1970/Gruppe B
Spiele der Gruppe B der Fußball-Weltmeisterschaft 1970.
| Pl. | Land     | Sp. | S | U | N | Tore    | Diff. | Punkte |
| --- | -------- | --- | - | - | - | ------- | ----- | ------ |
| 1.  | Italien  | 3   | 1 | 2 | 0 | 001:000 | +1    | 04:20  |
| 2.  | Uruguay  | 3   | 1 | 1 | 1 | 002:100 | +1    | 03:30  |
| 3.  | Schweden | 3   | 1 | 1 | 1 | 002:200 | ±0    | 03:30  |
| 4.  | Israel   | 3   | 0 | 2 | 1 | 001:300 | −2    | 02:40  |

## Uruguay – Israel 2:0 (1:0)
| Uruguay                                                  | Uruguay | Israel | Israel |
| -------------------------------------------------------- | --- | --- | ------ |
| Uruguay                                                  | \| 1. Spieltag \| \| 2. Juni 1970 um 16:00 Uhr in Puebla (Estadio Cuauhtémoc) \| \| Zuschauer: 20.654 \| \| Schiedsrichter: Bobby Davidson ( Schottland) \| \| Spielbericht \|                                                         | \| 1. Spieltag \| \| 2. Juni 1970 um 16:00 Uhr in Puebla (Estadio Cuauhtémoc) \| \| Zuschauer: 20.654 \| \| Schiedsrichter: Bobby Davidson ( Schottland) \| \| Spielbericht \|                                                                                         | Israel |
| Uruguay                                                  | Ladislao Mazurkiewicz – Luis Ubiña, Atilio Ancheta, Roberto Matosas, Juan Mujica – Julio Montero Castillo, Pedro Rocha (10. Julio César Cortés), Ildo Maneiro – Luis Cubilla, Víctor Espárrago, Julio Losada Cheftrainer: Juan Hohberg | Yitzchak Vissoker – Yisha'ayahu Schvager, Zvi Rosen, Schmuel Rosenthal, David Primo – Giora Spiegel, Dani Shmulevich-Rom (57. Yochanan Vollach), Itzhak Shum – Yehoshua Feigenbaum, Mordechai Spiegler , Rachamim Talbi (46. Shraga Bar) Cheftrainer: Emanuel Schaffer | Israel |
| Uruguay                                                  | 1:0 Maneiro (23.) 2:0 Mujica (51.) | | Israel |
| 1. Spieltag                                              | | |        |
| 2. Juni 1970 um 16:00 Uhr in Puebla (Estadio Cuauhtémoc) | | |        |
| Zuschauer: 20.654                                        | | |        |
| Schiedsrichter: Bobby Davidson ( Schottland)             | | |        |
| Spielbericht                                             | | |        |

## Italien – Schweden 1:0 (1:0)
| Italien                                                     | Italien | Schweden | Schweden |
| ----------------------------------------------------------- | --- | --- | -------- |
| Italien                                                     | \| 1. Spieltag \| \| 3. Juni 1970 um 16:00 Uhr in Toluca (Estadio Luis G. Dosal) \| \| Zuschauer: 13.433 \| \| Schiedsrichter: John Taylor ( England) \| \| Spielbericht \|                                                                                 | \| 1. Spieltag \| \| 3. Juni 1970 um 16:00 Uhr in Toluca (Estadio Luis G. Dosal) \| \| Zuschauer: 13.433 \| \| Schiedsrichter: John Taylor ( England) \| \| Spielbericht \|                                                                 | Schweden |
| Italien                                                     | Enrico Albertosi – Tarcisio Burgnich, Pierluigi Cera, Comunardo Niccolai (37. Roberto Rosato), Giacinto Facchetti – Mario Bertini, Sandro Mazzola, Giancarlo De Sisti – Angelo Domenghini, Roberto Boninsegna, Luigi Riva Cheftrainer: Ferruccio Valcareggi | Ronnie Hellström – Jan Olsson, Kurt Axelsson, Björn Nordqvist , Roland Grip – Bo Larsson (80. Göran Nicklasson), Leif Eriksson (56. Inge Ejderstedt), Tommy Svensson – Ove Grahn, Ove Kindvall, Claes Cronqvist Cheftrainer: Orvar Bergmark | Schweden |
| Italien                                                     | 1:0 Domenghini (10.) | | Schweden |
| 1. Spieltag                                                 | | |          |
| 3. Juni 1970 um 16:00 Uhr in Toluca (Estadio Luis G. Dosal) | | |          |
| Zuschauer: 13.433                                           | | |          |
| Schiedsrichter: John Taylor ( England)                      | | |          |
| Spielbericht                                                | | |          |

## Uruguay – Italien 0:0
| Uruguay                                                  | Uruguay | Italien | Italien |
| -------------------------------------------------------- | --- | --- | ------- |
| Uruguay                                                  | \| 2. Spieltag \| \| 6. Juni 1970 um 16:00 Uhr in Puebla (Estadio Cuauhtémoc) \| \| Zuschauer: 29.968 \| \| Schiedsrichter: Rudi Glöckner ( DDR) \| \| Spielbericht \|                                                                  | \| 2. Spieltag \| \| 6. Juni 1970 um 16:00 Uhr in Puebla (Estadio Cuauhtémoc) \| \| Zuschauer: 29.968 \| \| Schiedsrichter: Rudi Glöckner ( DDR) \| \| Spielbericht \|                                                                                   | Italien |
| Uruguay                                                  | Ladislao Mazurkiewicz – Luis Ubiña , Atilio Ancheta, Roberto Matosas, Juan Mujica – Julio Montero Castillo, Julio César Cortés, Ildo Maneiro – Luis Cubilla, Víctor Espárrago, Rubén Bareño (72. Oscar Zubía) Cheftrainer: Juan Hohberg | Enrico Albertosi – Tarcisio Burgnich, Pierluigi Cera, Roberto Rosato, Giacinto Facchetti – Mario Bertini, Sandro Mazzola, Giancarlo De Sisti – Angelo Domenghini (46. Giuseppe Furino), Roberto Boninsegna, Luigi Riva Cheftrainer: Ferruccio Valcareggi | Italien |
| 2. Spieltag                                              | | |         |
| 6. Juni 1970 um 16:00 Uhr in Puebla (Estadio Cuauhtémoc) | | |         |
| Zuschauer: 29.968                                        | | |         |
| Schiedsrichter: Rudi Glöckner ( DDR)                     | | |         |
| Spielbericht                                             | | |         |

## Schweden – Israel 1:1 (0:0)
| Schweden                                                    | Schweden | Israel | Israel |
| ----------------------------------------------------------- | --- | --- | ------ |
| Schweden                                                    | \| 2. Spieltag \| \| 7. Juni 1970 um 12:00 Uhr in Toluca (Estadio Luis G. Dosal) \| \| Zuschauer: 9.624 \| \| Schiedsrichter: Seyoun Tarekegn ( Äthiopien) \| \| Spielbericht \|                                     | \| 2. Spieltag \| \| 7. Juni 1970 um 12:00 Uhr in Toluca (Estadio Luis G. Dosal) \| \| Zuschauer: 9.624 \| \| Schiedsrichter: Seyoun Tarekegn ( Äthiopien) \| \| Spielbericht \|                                                          | Israel |
| Schweden                                                    | Sven-Gunnar Larsson – Jan Olsson, Kurt Axelsson, Hans Selander, Roland Grip – Bo Larsson, Tommy Svensson , Thomas Nordahl – Tom Turesson, Ove Kindvall, Örjan Persson (75. Sten Pålsson) Cheftrainer: Orvar Bergmark | Yitzchak Vissoker – Yisha'ayahu Schvager, Zvi Rosen, Schmuel Rosenthal, David Primo – Giora Spiegel, Yochanan Vollach (48. Roni Shuruk), Itzhak Shum – Yehoshua Feigenbaum, Mordechai Spiegler , Shraga Bar Cheftrainer: Emanuel Schaffer | Israel |
| Schweden                                                    | 1:0 Turesson (54.) | 1:1 Spiegler (56.) | Israel |
| Schweden                                                    | Persson | | Israel |
| 2. Spieltag                                                 | | |        |
| 7. Juni 1970 um 12:00 Uhr in Toluca (Estadio Luis G. Dosal) | | |        |
| Zuschauer: 9.624                                            | | |        |
| Schiedsrichter: Seyoun Tarekegn ( Äthiopien)                | | |        |
| Spielbericht                                                | | |        |

## Schweden – Uruguay 1:0 (0:0)
| Schweden                                                  | Schweden | Uruguay | Uruguay |
| --------------------------------------------------------- | --- | --- | ------- |
| Schweden                                                  | \| 3. Spieltag \| \| 10. Juni 1970 um 16:00 Uhr in Puebla (Estadio Cuauhtémoc) \| \| Zuschauer: 18.163 \| \| Schiedsrichter: Henry Landauer ( Vereinigte Staaten) \| \| Spielbericht \|                                                      | \| 3. Spieltag \| \| 10. Juni 1970 um 16:00 Uhr in Puebla (Estadio Cuauhtémoc) \| \| Zuschauer: 18.163 \| \| Schiedsrichter: Henry Landauer ( Vereinigte Staaten) \| \| Spielbericht \|                                                     | Uruguay |
| Schweden                                                  | Sven-Gunnar Larsson – Hans Selander, Kurt Axelsson, Björn Nordqvist , Roland Grip – Bo Larsson, Leif Eriksson, Tommy Svensson – Göran Nicklasson (84. Ove Grahn), Ove Kindvall (60. Tom Turesson), Örjan Persson Cheftrainer: Orvar Bergmark | Ladislao Mazurkiewicz – Luis Ubiña , Atilio Ancheta, Roberto Matosas, Juan Mujica – Julio Montero Castillo, Julio César Cortés, Ildo Maneiro – Oscar Zubía, Víctor Espárrago (62. Dagoberto Fontes), Julio Losada Cheftrainer: Juan Hohberg | Uruguay |
| Schweden                                                  | 1:0 Grahn (90.) | | Uruguay |
| 3. Spieltag                                               | | |         |
| 10. Juni 1970 um 16:00 Uhr in Puebla (Estadio Cuauhtémoc) | | |         |
| Zuschauer: 18.163                                         | | |         |
| Schiedsrichter: Henry Landauer ( Vereinigte Staaten)      | | |         |
| Spielbericht                                              | | |         |

## Italien – Israel 0:0
| Italien                                                      | Italien | Israel | Israel |
| ------------------------------------------------------------ | --- | --- | ------ |
| Italien                                                      | \| 3. Spieltag \| \| 11. Juni 1970 um 16:00 Uhr in Toluca (Estadio Luis G. Dosal) \| \| Zuschauer: 9.890 \| \| Schiedsrichter: Aírton de Morães ( Brasilien) \| \| Spielbericht \|                                                                     | \| 3. Spieltag \| \| 11. Juni 1970 um 16:00 Uhr in Toluca (Estadio Luis G. Dosal) \| \| Zuschauer: 9.890 \| \| Schiedsrichter: Aírton de Morães ( Brasilien) \| \| Spielbericht \|                                                              | Israel |
| Italien                                                      | Enrico Albertosi – Tarcisio Burgnich, Pierluigi Cera, Roberto Rosato, Giacinto Facchetti – Mario Bertini, Sandro Mazzola, Giancarlo De Sisti – Angelo Domenghini (46. Gianni Rivera), Roberto Boninsegna, Luigi Riva Cheftrainer: Ferruccio Valcareggi | Yitzchak Vissoker – Menachem Bello, Yisha'ayahu Schvager, Zvi Rosen, Schmuel Rosenthal, David Primo – Giora Spiegel, Mordechai Spiegler , Itzhak Shum – Yehoshua Feigenbaum (46. Dani Shmulevich-Rom), Shraga Bar Cheftrainer: Emanuel Schaffer | Israel |
| 3. Spieltag                                                  | | |        |
| 11. Juni 1970 um 16:00 Uhr in Toluca (Estadio Luis G. Dosal) | | |        |
| Zuschauer: 9.890                                             | | |        |
| Schiedsrichter: Aírton de Morães ( Brasilien)                | | |        |
| Spielbericht                                                 | | |        |